# Бад-Гандерсгайм
Бад-Гандерсгайм (нім. Bad Gandersheim) — місто в Німеччині, розташоване в землі Нижня Саксонія. Входить до складу району Нортгайм.
Площа — 9,049 км2. Населення становить 9476 ос. (станом на 31 грудня 2021).

## Персоналії
- Вільгельм Кейтель (1882—1946) — німецький військовий діяч, начальник штабу Верховного головнокомандування збройними силами Німеччини (1938—1945).